# Rekowo (gromada w powiecie łobeskim)
Rekowo – dawna gromada, czyli najmniejsza jednostka podziału terytorialnego Polskiej Rzeczypospolitej Ludowej w latach 1954–1972.
Gromady, z gromadzkimi radami narodowymi (GRN) jako organami władzy najniższego stopnia na wsi, funkcjonowały od reformy reorganizującej administrację wiejską przeprowadzonej jesienią 1954 do momentu ich zniesienia z dniem 1 stycznia 1973, tym samym wypierając organizację gminną w latach 1954–1972.
Gromadę Rekowo z siedzibą GRN w Rekowie utworzono – jako jedną z 8759 gromad na obszarze Polski – w powiecie łobeskim w woj. szczecińskim na mocy uchwały nr V/46/54 WRN w Szczecinie z dnia 5 października 1954. W skład jednostki weszły obszary dotychczasowych gromad Dobieszewo, Rekowo, Siedlice i Unimie oraz miejscowości Zachełmie i Meszko z dotychczasowej gromady Strzmiele ze zniesionej gminy Radowo Małe w tymże powiecie. Dla gromady ustalono 11 członków gromadzkiej rady narodowej.
Gromadę zniesiono 31 grudnia 1959, a jej obszar włączono do gromady Sielsko (miejscowości Konie, Siedlice, Sułkowo i Rekowo) i do znoszonej gromady Wysiedle (miejscowości Meszne, Cichowo, Zachełmie, Kniewo, Dobieszewo, Unimie i Raczkowo) w tymże powiecie.